# Barnett Newman
Barnett Newman (Nueva York, 29 de enero de 1905 - ibídem, 4 de julio de 1970) fue un pintor estadounidense al que se relaciona con el expresionismo abstracto y un destacado exponente de la pintura de campos de color. 

## Juventud
Newman nació en Nueva York, hijo de inmigrantes judíos de Polonia. Estudió filosofía en el City College of New York y trabajó en el negocio de su padre realizando ropa. Desde los años 1930 pintó cuadros, que se dice que eran de estilo expresionista, pero con el tiempo destruyó todas estas obras.
Barnett Newman trabajó primero como escritor y crítico; organizó exposiciones y escribió catálogos. Sólo más tarde se convirtió en un miembro del Uptown Group.

## Carrera
Barnett Newman escribió prefacios a catálogos de exposiciones y críticas y a finales de 1940 se convirtió en un artista que exponía en la Galería Betty Parsons. Su primera exposición individual tuvo lugar en el año 1948. Poco después, Barnett Newman comentó en una de las sesiones de artistas de Studio 35: «Estamos en proceso de hacer que el mundo sea, hasta cierto punto, a nuestra imagen y semejanza.» Utilizando sus habilidades como escritor, Newman luchó intensamente a cada paso para reforzar su imagen renovada como artista y promocionar su obra.

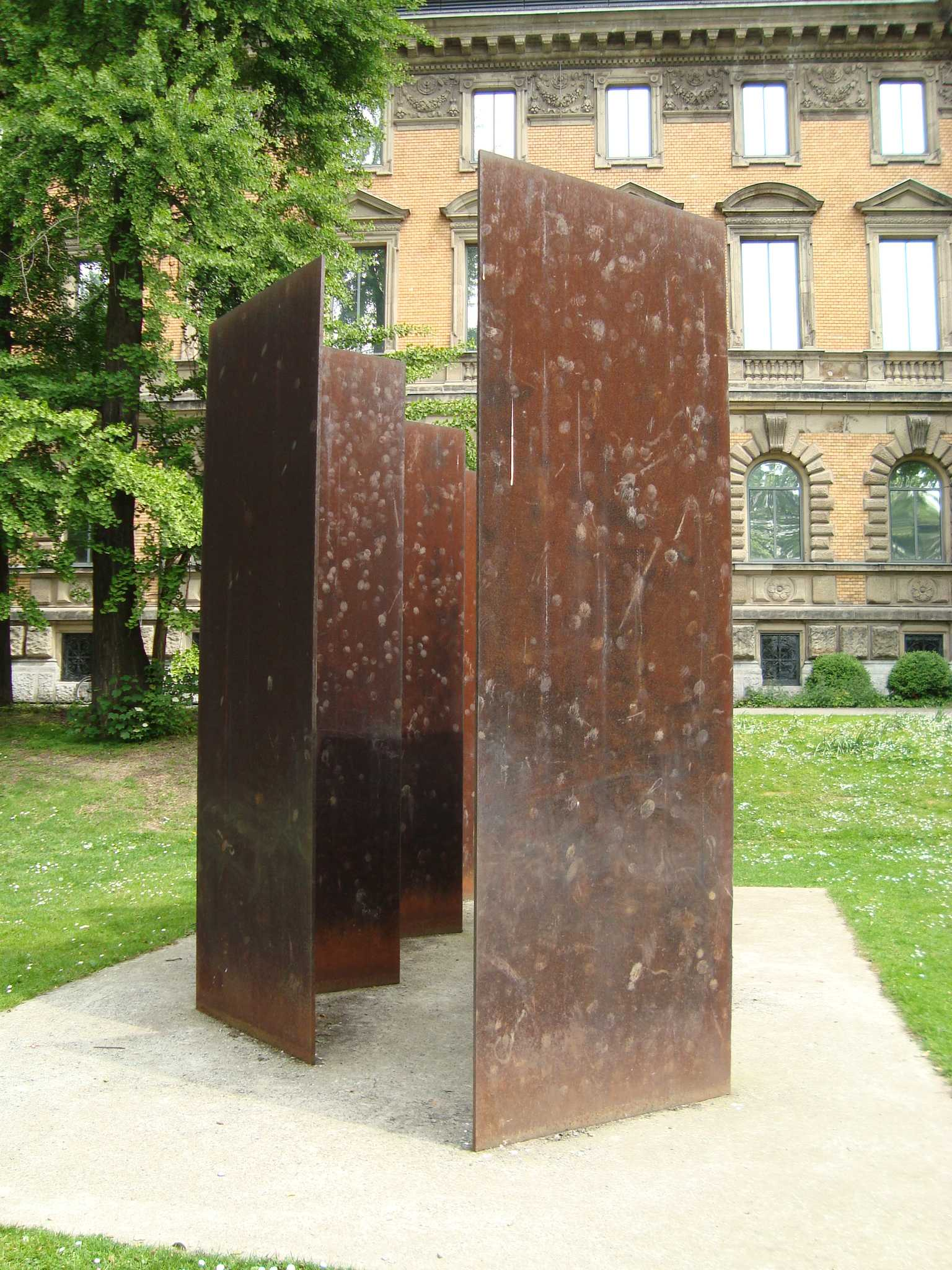
Escultura en Düsseldorf, Alemania

Un ejemplo es su carta de 9 de abril de 1955 a Sidney Janis, en la que dice:

Es cierto que Rothko habla como un luchador. Lucha, sin embargo, para someterse al mundo filisteo. Mi lucha contra la sociedad burguesa ha implicado el total rechazo de la misma.

En los años 1940 trabajó primero en un estilo surrealista antes de desarrollar su estilo maduro. Este se caracteriza por sencillas composiciones en las que una amplia área de color -un campo de color- es traspasado por una o dos finas líneas verticales, a las que Newman llamaba «zip» (cremallera).
En sus primeras obras de la década de 1940, Newman intentó desligarse de las influencias contemporáneas; sus disposiciones de líneas verticales y horizontales y formas circulares se conciben como representaciones de superficies y vacíos.
En las primeras obras que presentan zips, los campos de color son variados, pero más tarde los colores son puros y lisos. El propio Newman consideró que alcanzó plenamente su estilo maduro con la serie de Onement, a partir de 1948. Onement I (Colección Newman, Nueva York), se reduce a un lienzo de sólido color roto por una única banda vertical (zip) en contraste, una composición que volvería a utilizar. Estas bandas de color verticales adquieren un relieve intenso, crean una tensión, un dramatismo sobre el lienzo que atrapa al espectador, a la vez que divide en dos campos de color análogos la composición rectangular. Con las bandas definen la estructura espacial de la pintura, mientras que al mismo tiempo dividen y unifican la composición.
Esa línea vertical se mantuvo como un rasgo constante en la obra de Newman a lo largo de su vida. En algunas pinturas de los años 1950, como The Wild, que mide 244 cm de alto por 5 cm de ancho, la línea vertical es lo que ocupa toda la obra. 
Aunque las pinturas de Newman parecen ser puramente abstractas, y muchas de ellas carecieron en origen de título, los nombres que les puso más tarde dan pistas sobre los temas específicos a los que se refieren, a menudo con un tema judío. Dos pinturas de principios de los años cincuenta, por ejemplo, se llaman Adam (Adán) y Eve (Eva) (véase Adán y Eva), y hay también un Uriel (1954) y un Abraham (1949), una pintura muy oscura, que además de ser el nombre de un patriarca bíblico, era también el nombre del padre de Newman, fallecido en 1947.
La serie Estaciones de la Cruz, de pinturas en blanco y negro (1958-64), comenzaron poco después de que Newman se hubiera recuperado de un ataque al corazón, y es usualmente considerada la cumbre de sus logros artísticos. La serie se subtitula «Lema sabachthani» («¿Por qué me has abandonado?»), palabras que se atribuyen a Jesucristo en la cruz. Newman vio que estas palabras tenían un significado universal en su propia época. La serie también se ha visto como un monumento conmemorativo a las víctimas del holocausto.
Newman también explotó el impacto que causaba el tamaño de los cuadros, rebasando el campo de visión del espectador. Ejemplo de ello son sus obras tardías, como la serie Who's Afraid of Red, Yellow and Blue (Quién teme al rojo, amarillo y azul), en la que se usan colores vibrantes y puros en lienzos de gran tamaño. Anna's Light (La luz de Ana) (1968), titulado así en memoria de su madre, fallecida en 1965, es su obra más grande, 28 pies (853 cm) de ancho por 9 de alto (274 cm). Newman también trabajó en shaped canvases (lienzos con forma diferente a la rectangular), con obras como Chartres (1969), por ejemplo, en forma triangular. El gran tamaño de los lienzos y las formas variadas son un rasgo específico de la «Nueva Abstracción» estadounidense, de manera que «la forma del soporte determina la estructura interna de la obra»; y puede verse no sólo en Newman, sino también en otros pintores como Frank Stella o Kenneth Noland.
Estas últimas pinturas se ejecutaron con pintura acrílica más que con el óleo de las obras anteriores. 
Al igual que otros artistas de esta tendencia, sus obras tienen un contenido místico y espiritual, hasta el punto de que a veces se ha llamado a su estilo «abstracción mística».
Newman murió en Nueva York de un ataque al corazón.

## Otras obras

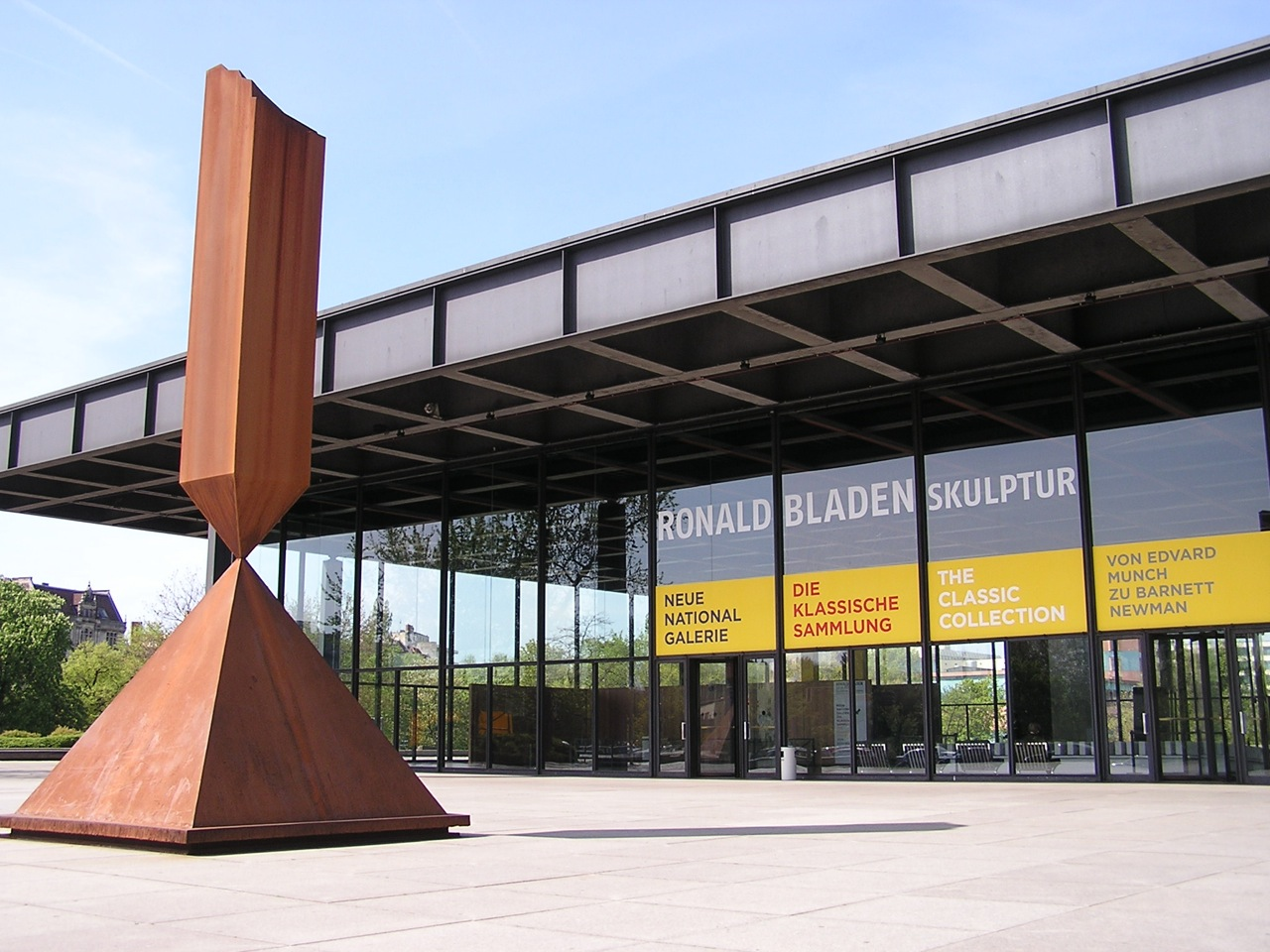
Obelisco roto, 1968, en el exterior de la Neue Nationalgalerie de Berlín.

Asimismo, Newman hizo unas pocas esculturas que son esencialmente zips tridimensionales. Al final de su vida, regresó a la escultura, haciendo un pequeño número de piezas elegantes en acero. Broken Obelisk (Obelisco Roto) (1968) es la más monumental y conocida de sus esculturas; representa un obelisco invertido cuya punta se sostiene en equilibrio sobre la cúspide de una pirámide.
Newman igualmente hizo una serie de litografías, 18 Cantos (1963-64) en la que pretende evocar la música. También hizo un número limitado de aguafuertes.
Hay que mencionar, por último, sus escritos teóricos, que aparecieron en su mayor parte en la revista «Tiger's Eye»: 
- The first man was an artist (El primer hombre fue artista), 1947
- The sublime is now (Lo sublime es el presente), 1948

## Valoración
A Newman se le clasifica, generalmente, dentro del expresionismo abstracto, considerando que trabajaba en Nueva York en los años 1950, y se relacionó con otros artistas del grupo y desarrolló un estilo abstracto que poco o nada debía al arte europeo. No obstante, su rechazo de la pincelada expresiva empleada por otros expresionistas abstractos como Clyfford Still y Mark Rothko, y su uso de zonas de color liso, permiten ver en él a un precursor de la «abstracción post pictórica» y las obras minimalistas de artistas como Frank Stella. Igualmente se ha hablado de él como representante de la colorfield painting, o pintura de los campos de color, una subcorriente del expresionismo abstracto en la que destacaría igualmente Rothko.
Newman no fue muy apreciado en vida, siendo ignorado en favor de personajes más pintorescos como Jackson Pollock. El influyente crítico Clement Greenberg escribió sobre él con entusiasmo, pero no fue hasta el final de su vida cuando empezó a ser tomado realmente en serio. Fue, sin embargo, una influencia importante sobre muchos jóvenes artistas, en particular de expresionismo abstracto.

## Libros
- Marika Herskovic, American Abstract Expressionism of the 1950s An Illustrated Survey, Archivado el 29 de septiembre de 2007 en Wayback Machine. (New York School Press, 2003.) ISBN 0-9677994-1-4
- Walther, I.F. (dir.), biografía en Los maestros de la pintura occidental, Taschen, 2005. ISBN 3-8228-4744-5